# 许庆娘
许庆娘，后改名为基拉娜·拉哈佐，印度尼西亚商人，她最出名的身份是荷属东印度（印度尼西亚）和中国第一位获得飞行执照的女飞行员。
受到兄长许启兴的影响，许庆娘于1936年3月获得飞行执照，从而成为荷属东印度（印度尼西亚）和中国第一位获得飞行执照的女飞行员。1938年，当她的兄长在巴达维亚的一次飞机失事中丧生后，许庆娘接手了家族企业默巴布公司的管理权。